# 霍里縣 (南卡羅萊納州)
霍里縣（英語：Horry County）是美國南卡羅萊納州東北部大西洋岸的一個縣，東鄰北卡羅萊納州。面積3,250平方公里。根据美國2000年人口普查，共有人口217,608人 （2005年人口226,992人）。縣治康威（Conway）。
成立於1801年12月19日。縣名紀念彼得·霍里准將。